# 內伯爾山
47°33′35″N 12°38′55″E / 47.55972°N 12.64861°E
內伯爾山（德語：Nebelhorn），是奧地利的山峰，位於該國西部，處於蒂羅爾州和薩爾茨堡州接壤的邊界，屬於洛弗山脈的一部分，距離費爾山12公里，海拔高度2,056米。